# Покрајина Хамадан
Покрајина Хамадан (перс. استان همدان; Ostān-e Hamadān) је једна од покрајина Ирана, од 31 иранске покрајине. Смјештена је у западном дијелу земље, са сјевера се граничи са Занџанском и Кузвинском покрајином, Марказијем на истоку, Лорестаном са југу, те Керманшашком и Курдистанском покрајином на западу. Хамаданска покрајина обухвата површину од 19.368 км², а према попису становништва из 2011. године у њој је живјело 1.758.268 становника. Сједиште покрајине смјештено је у граду Хамадану.

## Окрузи
- Асадабадски округ
- Бахарски округ
- Фаменински округ
- Хамадански округ
- Кабудраханшки округ
- Малајерски округ
- Нахавандски округ
- Разански округ
- Тујсеркански округ[3]